# 热尔蒙当
热尔蒙当（法語：Germondans，法語發音：[ʒɛʁmɔ̃dɑ̃]）是法国杜省的一个市镇，属于贝桑松区。

## 地理
热尔蒙当（47°24'33"N, 6°11'27"E）面积3.52 平方千米，位于法国勃艮第-弗朗什-孔泰大區杜省，该省份为法国东部内陆省份，北起上索恩省，西接汝拉省，东部及东南部与瑞士接壤，东北部与贝尔福地区省接壤。
与热尔蒙当接壤的市镇（或旧市镇、城区）包括：卢朗-韦尔尚、里涅、拉图尔德赛、拉巴尔、博莫特-欧贝尔唐、瑟南、布拉里扬。

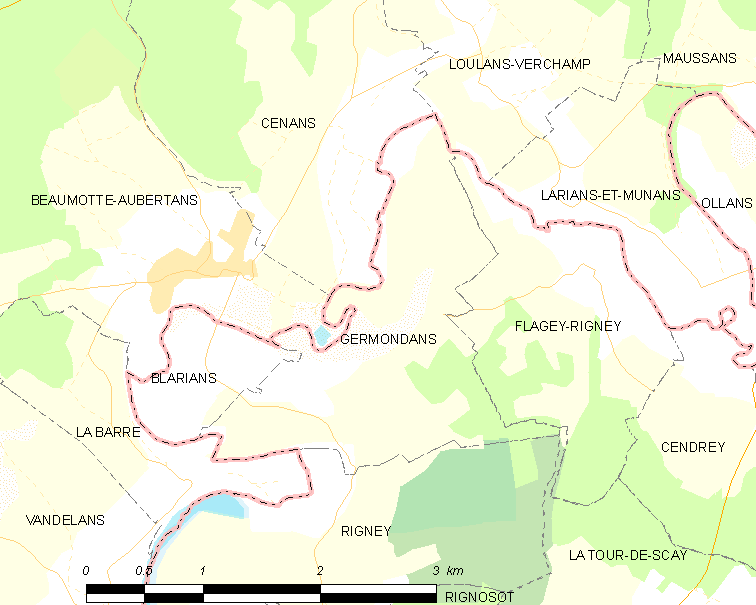
热尔蒙当的OSM定位图

热尔蒙当的时区为UTC+01:00、UTC+02:00（夏令时）。

## 行政
热尔蒙当的邮政编码为25640，INSEE市镇编码为25269。

## 政治
热尔蒙当所属的省级选区为博姆莱达姆县。

## 人口

1962-2008年间热尔蒙当人口变化图示

热尔蒙当于2022年1月1日时的人口数量为59人。